# Jaure
Jaure är en kommun i departementet Dordogne i regionen Nouvelle-Aquitaine i sydvästra Frankrike. Kommunen ligger i kantonen Saint-Astier som tillhör arrondissementet Périgueux. År 2022 hade Jaure 178 invånare.

## Befolkningsutveckling
Antalet invånare i kommunen Jaure
Referens:INSEE